# 諏訪神社 (箱根町仙石原)
諏訪神社（すわじんじゃ）は、神奈川県足柄下郡箱根町仙石原にある神社。地名を冠して仙石原諏訪神社（せんごくはらすわじんじゃ）とも。

## 概要
創建は不詳だが、1672年（寛文12年）には鎮座が認められ、1873年（明治6年）には村社に指定された。
3月27日の例大祭には、下述する湯立獅子舞（湯立神楽）が行われる。

## 祭神
- 建御名方命

## 湯立獅子舞 (湯立神楽)
湯立獅子舞 (湯立神楽) （ゆたてししまい/ゆたてかぐら）は、諏訪神社（及び下述する公時神社 (金時神社)）の例大祭（3月27日、5月5日）に行われる儀式。
名前の通り、沸かし湯を伴う獅子舞（神楽）であり、同じく東隣りの宮城野地区の諏訪神社で行われている「湯立獅子舞」と共に、神奈川県指定の無形民俗文化財、国指定の重要無形民俗文化財になっている。（なお、宮城野の諏訪神社では、境内社である津島神社の例祭である7月15日の天王祭で、行われている。）

## 公時神社 (金時神社)
公時神社 (金時神社)（きんときじんじゃ）は、同じく神奈川県足柄下郡箱根町仙石原にある、諏訪神社の末社・境外社。名前の通り、（源頼光に仕えた四天王の1人である）坂田公時（坂田金時）を祭神としている。
金時山に南側（箱根町・仙石原側）から登っていく登山道の入り口に、本宮が鎮座しており、更に登っていった途中に、元宮（奥の院）がある。
5月5日（こどもの日）の例大祭では、諏訪神社と同じく湯立獅子舞（湯立神楽）が行われる。
祭神
- 坂田公時（坂田金時）